# Alexander Knayfel
Alexander Aronovich Knayfel (em russo:  Алекса́ндр Аро́нович Кна́йфель, Tasquente, 28 de novembro de 1943 – São Petersburgo, 27 de junho de 2024) foi um compositor conhecido por compor óperas, como: "O Fantasma de Canterville" e "Alice no País das Maravilhas", que foi alterada para o cinema.

## Morte
Knayfel morreu no dia 27 de junho de 2024, aos 80 anos.

## Obras selecionadas
- The Ghost of Canterville, ópera em três atos com Prólogo após Oscar Wilde para solistas e orquestra de câmara (1965-1966)
- Medeia, balé em duas partes após a saga grega (1968)
- Monody para voz feminina (1968)
- The Silly Horse, 15 poemas depois de V. Levin e F. Solasko para cantora e piano (1981) CD Megadisc MDC 7844: Tatjana Melentieva (soprano), Oleg Malov (piano)
- Agnus Dei para quatro instrumentos a cappella  CD Megadisc 7808/07: Ensemble Musiques Nouvelles
- God, ode depois de Dershavin para coro e coro infantil (1985)
- Litany I para orquestra (1988)
- Litany II para orquestra (1988)
- Through the Rainbow of Unvoluntary Tears para soprano e violoncelo (1988)
- The Offer para um coro de instrumentos de cordas (1991)
- Svete Tikhiy (O Gladsome Light), canção do Santíssimo Theotokos para Tatjana Melentieva (1991) CD ECM New Series 1763: Tatiana Melentieva (soprano), Andrei Siegle (sampler)
- Yet again on the Hypothesis (Um Diálogo com J.S. Bach Prelúdio e Fuga B menor de Piano Bem Temperado) para conjunto instrumental solista (1991-1992)
- In any Forgetting of Exhaustion, postlúdio à memória de M.G. Orlovski para orquestra de câmara (1992)
- Postludium para soprano e piano) CD Megadisc MDC 7855: Tatjana Melentieva (soprano), Oleg Malov (piano)
- The Jacob's Ladder, glossolalia de Treze para coro (1992)
- The Eighth Chapter, canticum canticorum para coros e violoncelo (1993)
- In Air Clear and Unseen, estrofes com Tyutchev para piano e quarteto de cordas (1994) CD ECM New Series 1763: Keller Quartet, Oleg Malov (piano)
- Scarry March para soprano e piano CD Megadisc MDC 7855: Tatjana Melentieva (soprano), Oleg Malov (piano)
- Prayer to the Holy Spirit e piano CD Megadisc MDC 7855: Tatjana Melentieva (soprano), Oleg Malov (piano)
- Alice in Wonderland, opera (2001)
- EF and the Three Calling Cards of the Poet, trio de cordas: Joachim Roewer, Elizabeth Cooney e Elizabeth Wilson estreia mundial na Irlanda (2009)
- O Heavenly King, a primeira gravação da versão para quarteto de cordas, piano/celeste e soprano faz parte do CD de música contemporânea A Place Between (2009)